# Natalia (voivodato de Mazovia)
Natalia es un pueblo de Polonia, en Mazovia.  Se encuentra en el distrito (Gmina) de Garwolin, perteneciente al condado (Powiat) de Garwolin. Se encuentra aproximadamente a 4 km al suroeste de Garwolin, y a 56 km  al sureste de Varsovia. Su población es de 180 habitantes.
Entre 1975 y 1998 perteneció al voivodato de Siedlce.